# 그랜드챔피언전
그랜드챔피언전은 일본에서 열리는 프로 바둑 대회 중 하나이다. 내각부, 문부과학성이 후원하고 일본기원과 관서기원이 주최한다. 전년도 기전우승자와 상금랭킹 상위자 16명이 참가한다.

## 상금
- 우승 상금 100만엔.

## 대회규정
- 1수 30초, 1분 고려시간 10회

## 역대 우승자
| 회수(대회명) | 연도 | 우승            | 전적 | 준우승          |
| ------------ | ---- | --------------- | ---- | --------------- |
| 1회 (2013)   | 2014 | 이야마 유타     | 1-0  | 야마시타 케이고 |
| 2회 (2014)   | 2015 | 이야마 유타     | 1-0  | 다카오 신지     |
| 3회 (2015)   | 2016 | 조치훈          | 1-0  | 쉬자위안        |
| 4회 (2016)   | 2017 | 이치리키 료     | 1-0  | 야마시타 케이고 |
| 5회 (2017)   | 2018 | 이야마 유타     | 1-0  | 고노 린         |
| 6회 (2018)   | 2019 | 시바노 토라마루 | 1-0  | 이야마 유타     |